# Kościół św. Prokopa w Konecku
Kościół św. Prokopa w Konecku – katolicki kościół znajdujący się we wsi Koneck w woj. kujawsko-pomorskim, w powiecie aleksandrowskim. Wybudowany w 1902 roku. Należy on do parafii pod wezwaniem św. Prokopa w Konecku, której proboszczem jest ks. kan. Jan Andrzej Radaszewski. Został wpisany do rejestru zabytków pod numerem A/485 w dniu 29 lipca 1993.

## Historia kościoła
Po spaleniu się drewnianego kościoła w latach osiemdziesiątych XIX wieku nabożeństwa odprawiane były w prowizorycznej kaplicy. Jednocześnie czyniono starania zmierzające do zbudowania nowego kościoła. Zbierano na ten cel składki w całej diecezji włocławskiej, a nawet poza jej granicami.
Do wznoszenia obecnego kościoła przystąpiono z inicjatywy ówczesnego proboszcza, byłego zakonnika, księdza Kajetana Książkowskiego, przy dużym zaangażowaniu parafian oraz przy wydatnej pomocy rodziny Sulimierskich, kolatorów koneckich. Prace budowlane powierzono Bojańczykowi z Włocławka. Przy robieniu głębokich wykopów pod fundamenty natrafiono na kości zmarłych, co świadczy o istnieniu cmentarza grzebalnego przy starym kościele. Mury nowego kościoła wznoszono przez kilka lat. Zakończono budowę w 1902 roku, a konsekracji dokonał 26 sierpnia 1909 roku ówczesny biskup diecezji kujawsko-kaliskiej, Stanisław Zdzitowiecki.
Kościół zbudowano w stylu gotyckim (gotyk nadwiślański), o trzech nawach, z wieżą widoczną z dużej odległości. Wykonano go z czerwonej, palonej cegły, a częściowo z białej. Dach został pokryty glazurową dachówką.
Główny ołtarz wykonano w stylu gotyckim, a w nim znajduje się obraz Matki Bożej Częstochowskiej, na zasuwie zaś – kopia kaliskiego obrazu Świętej Rodziny. Poza tym znajdują się dwa boczne ołtarze: jeden Serca Jezusowego i drugi św. Stanisława Kostki.

## Okres probostwa ks. Stanisława Adamczyka
Po trzydziestu dwóch latach pracy duszpasterskiej i wybudowaniu kościoła w Konecku ks. Kajetan Książkowski poprosił władzę kościelną o inną placówkę. Został przeniesiony do parafii Budzisław Kościelny koło Konina.
Nowym proboszczem parafii Koneck został ksiądz Stanisław Adamczyk, dotychczasowy wikariusz przy kolegiacie św. Józefa w Kaliszu. W czasie swego pobytu w tej parafii sprawił do kościoła dwa boczne ołtarze, organy, stacje drogi krzyżowej i sprowadził trzy duże dzwony: "Stanisław", "Władysław" i "Prokop".
Ksiądz proboszcz Stanisław Adamczyk został aresztowany przez Niemców 21 października 1939 roku, a następnie w 1940 roku wywieziony do obozu koncentracyjnego w Stutthoffie, później do Oranienburga i Sachsenhausen. Tam zmarł pod koniec kwietnia 1940 roku. Jego ciało zostało spalone w tamtejszym krematorium.

## Okres II Wojny Światowej
W czasie okupacji niemieckiej przez pewien czas dojeżdżał z nabożeństwami do kościoła w Konecku ksiądz proboszcz Marian Dławichowski z parafii Straszewo. Po pewnym czasie Niemcy zabronili odprawiania nabożeństw. Kościół został zamknięty dla wiernych i zamieniony na skład zboża, co spowodowało dewastację wnętrza świątyni. W wieży kościoła Niemcy zainstalowali stanowisko ogniowe. Zabrali i wywieźli trzy duże dzwony, zniszczyli paramenty .
Wojna pozostawiła duże rany w życiu religijnym i moralnym parafian. Sam kościół uległ również poważnej dewastacji. Na plebanii mieszkał komendant policji Brandt, który w czasie pierwszej wojny światowej również tu rezydował. 

## Okres probostwa ks. Leona Drancena i ks. Piotr Harasyma
W 1945 roku administrację parafii Koneck objął ksiądz Leon Drancen. Przy wydatnej pomocy miejscowych parafian starał się w miarę możliwości usunąć powstałe w czasie wojny szkody.
Następnym proboszczem, mianowanym 15 października 1948 roku, był ksiądz Piotr Harasym. Pracował w parafii koneckiej 20 lat. Jak sam pisze, zachęcony prośbami parafian oraz przy czynnej ich współpracy, a także wspierany przez komitet parafialny, przystąpił do malowania kościoła, powierzając tę pracę K. Walakowi, malarzowi artyście z Torunia.
W 1960 roku palącym problemem stała się konieczność remontu wieży kościelnej. Była ona uszkodzona od czasu wojny na skutek wysadzania przez Niemców pocisków artyleryjskich w pobliskiej miejscowości Straszewo, a także na skutek późniejszych zacieków i działania warunków atmosferycznych.
Ksiądz Piotr Harasym po wypadku, jakiemu uległ, musiał korzystać z pomocy wikariuszy. Byli nimi kolejno: ks. Tadeusz Krokocki, ks. Jan Sroka, ks. Tadeusz Skonieczny i ks. Stanisław Smolarski, późniejszy proboszcz parafii. Od 2 sierpnia 1970 roku ponownie przystąpiono do malowania wnętrz kościoła. Prace te wykonywał St. Dziedzic z Torunia. Przed wizytacją kanoniczną, przeprowadzoną przez biskupa Kazimierza Majdańskiego w 1968 roku, ogrodzono cmentarz grzebalny siatką.
Dnia 17 listopada 1968 roku parafię opuścił, przechodząc na emeryturę, ks. proboszcz Piotr Harasym, który zamieszkał w Koninie i tam zmarł w 1983 roku. Obecnie jego ciało spoczywa na cmentarzu grzebalnym w Koninie.

## Okres probostwa ks. Stanisława Smolarskiego i ks. Sylwestra Janiaka
Nowym proboszczem parafii w 1968 roku został ksiądz Stanisław Smolarski, który postarał się o aparaturę nagłaśniającą, położył blachę ocynkowaną na bocznych nawach kościoła, a wokół świątyni chodnik betonowy. W kościele zaś położył terakotę, którą sprowadził z Opoczna. W dniu 15 lipca 1972 roku ks. Stanisław Smolarski przeszedł do Uniejowa, gdzie zmarł w 1993 r. Pochowany jest na cmentarzu grzebalnym w Uniejowie.